# Heeze
Heeze è una località e un'ex-municipalità dei Paesi Bassi situata nella provincia del Brabante Settentrionale. Soppressa il 1º gennaio 1997, parte del suo territorio, è stato incorporato in quello della municipalità di Valkenswaard mentre parte del territorio, insieme a parte del territorio di Maarheeze e tutto il territorio di Leende è andato a costituire la nuova municipalità di Heeze-Leende. Il centro abitato è divenuto capoluogo del neo-costituito comune.